# Tsunekichi Shibata
Tsunekichi Shibata (柴田 常吉, Shibata Tsunekichi, 1850 – 1929) va ser un dels primers cineastes del Japó. Va treballar per al fotògraf Shirō Asano i la botiga Konishi Camera, la primera al Japó a importar una càmera de cinema. Juntament amb Kanzo Shirai, va fer les primeres pel·lícules al Japó, sobretot de geisha, Ginza, i seleccions d'escenes de les obres populars de teatre.
La seva primera exposició va ser al Tòquio Kabuki-za el 1899. Després d'això, es va centrar principalment en les obres de teatre Kabuki. El 1898, abans de començar el seu treball amb Shirai, va rodar cinc documentals d'escenes de carrer a Tòquio per a la Lumière Company, números 981–985 al catàleg Lumière. Sembla que encara existeixen negatius per a aquestes pel·lícules i una còpia del número 985. Si això fos cert, convertiria l'obra documental en les pel·lícules més antigues existents d'un cineasta japonès, encara que no les primeres pel·lícules rodades al Japó.

## Primers treballs
- Shimizu Sakakichi (perduda)
- Momijigari amb Ichikawa Danjūrō IX
- Ninjin Dojo (perduda)